# 特維爾省
特維爾省（Тверская губерния）是俄羅斯帝國和蘇聯早期的一個省。包括特維爾州大部。面積64,681平方公里，1897年人口1,769,135人。首府特維爾。
1796年建省，1929年被併入莫斯科州和西部州。